# メイジャー・ランス
メイジャー・ランス（Major Lance 1939年、1941年、または1942年4月4日 – 1994年9月3日）はアメリカ合衆国のリズム・アンド・ブルース歌手。 1960年代に「The Monkey Time」や「Um, Um, Um, Um, Um, Um」を含む多くの米国でのヒットを経て、1970年代に英国のノーザンソウルの信者の間で象徴的な人物になった。1982年にレコードの制作を中止したが、1994年に亡くなるまでコンサートやツアーで演奏を続けた。彼の娘、ケイシャ・ランス・ボトムスはアトランタの市長だった。

## ディスコグラフィ

### アルバム
- The Monkey Time (1963年)
- Um, Um, Um, Um, Um, Um (1964年)
- Major's Greatest Hits (1965年)
- The Rhythm of Major Lance (1968年)
- Major Lance's Greatest Hits Recorded Live at the Torch (1973年)
- Now Arriving (1978年)
- The Major's Back (1983年)
- Live at Hinkley (1986年)
- The Very Best of Major Lance (2000年)
- Um, Um, Um, Um, Um, Um (2003年)

### シングル
- The Monkey Time（1963年）
- Hey Little Girl（1963年）
- Um, Um, Um, Um, Um, Um（1964年）
- The Matador（1964年）
- Rhythm（1964年）
- Sometimes I Wonder（1965年）
- Stay Away from Me (I Love You Too Much)（1970年）